# Paragraf językowy

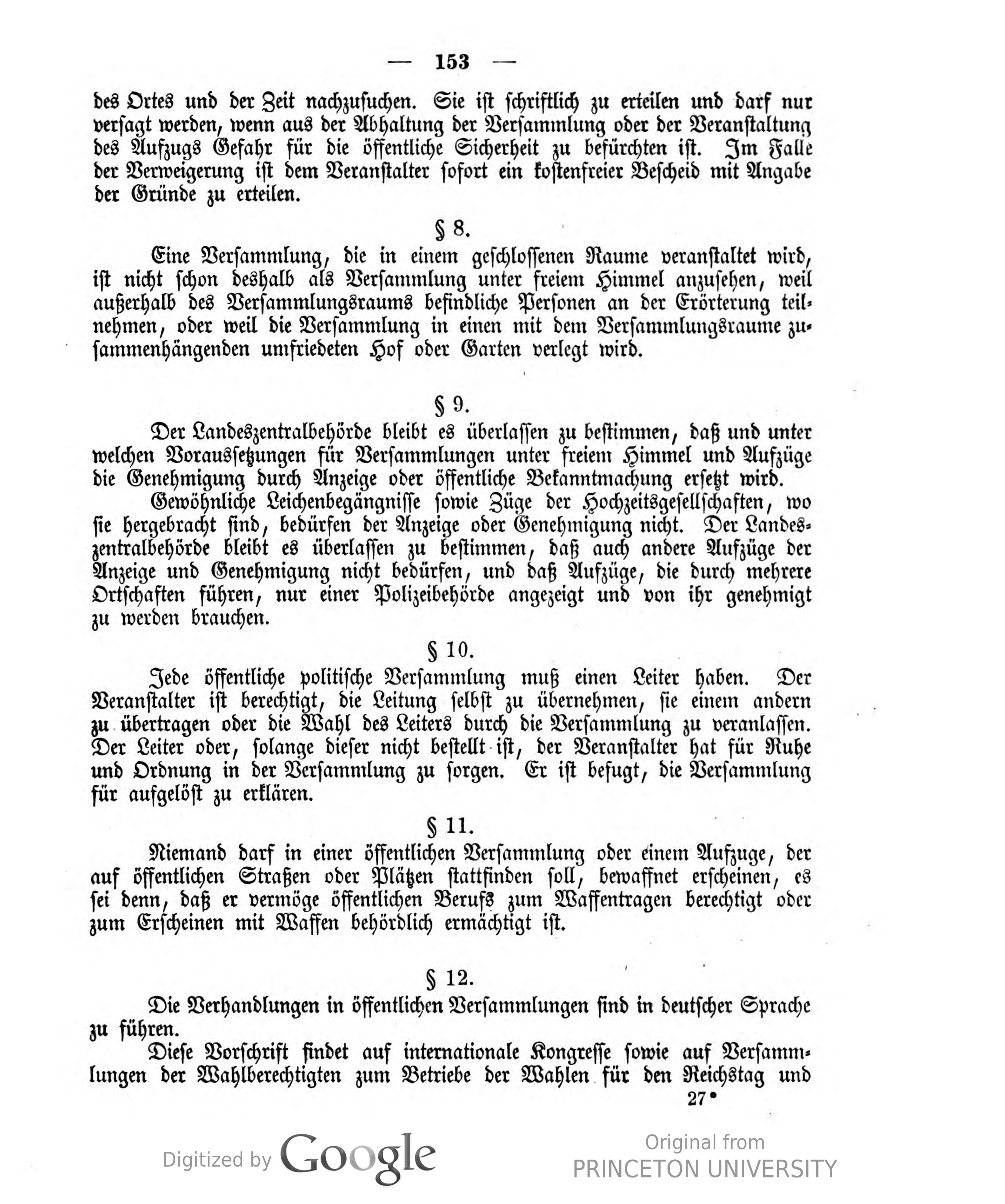
§ 12

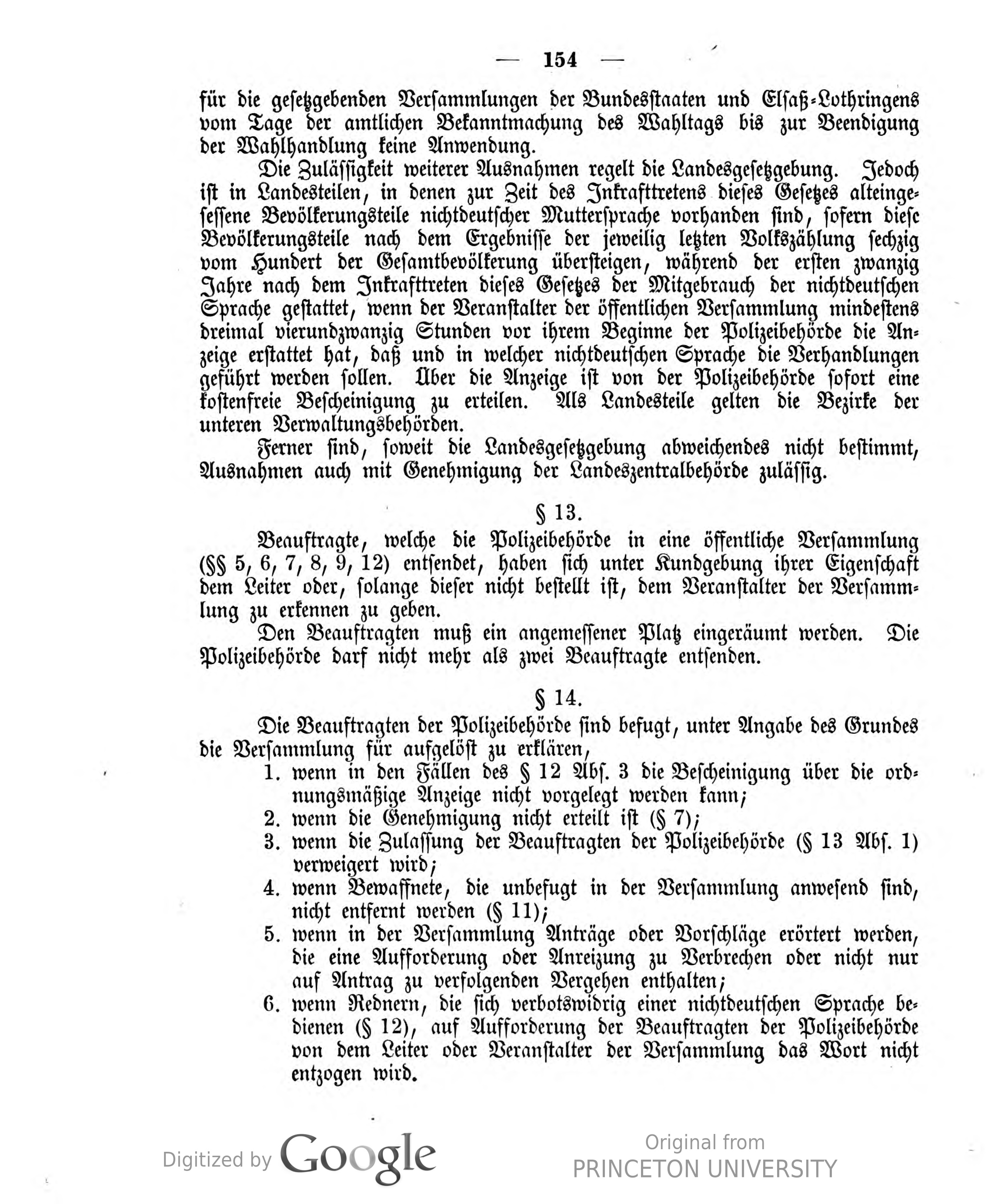
§ 12

Paragraf językowy (niem. Sprachparagraph, również paragraf kagańcowy, jak też ustawa językowa, ustawa kagańcowa) – zapis w niemieckiej ustawie o stowarzyszeniach (Vereinsgesetz) z dnia 19 kwietnia 1908 (§ 12), przewidujący nakaz odbywania zgromadzeń publicznych wyłącznie w języku niemieckim.
Paragraf zakazywał używania na zgromadzeniach publicznych języka polskiego w tych miejscowościach, w których znajdowało się mniej niż 60% Polaków. W myśl postanowień ustawy, publiczne przemawianie po polsku dozwolone było wyłącznie w czasie kampanii wyborczej do parlamentu, a więc raz na 5 lat.
Ustawa uznawana była w Rzeszy za postępową, m.in. ze względu na zniesienie zakazu udziału kobiet w stowarzyszeniach organizujących zgromadzenia polityczne. Utrudniła ona jednak sytuację stowarzyszeń działających w zaborze pruskim czy Alzacji-Lotaryngii. Organy administracyjne zaczęły tendencyjnie podchodzić do kwestii ustalenia rzeczywistego charakteru stowarzyszeń, z góry przesądzając, że mają ono charakter polityczny, zaliczając do politycznych towarzystwa muzyczne, śpiewacze, robotnicze czy rolnicze.
Uchwalona ustawa o związkach i zgromadzeniach, wraz z paragrafem „językowym”, posiadała najdłuższą i najbardziej złożoną historię ze wszystkich przeciwpolskich kroków władz pruskich. Autorem paragrafu był, ówczesny wicepremier Prus, Theobald von Bethmann Hollweg, który wprowadził go na żądanie konserwatystów. Socjaliści, m.in. poseł Wolfgang Heine, zarzucali że paragraf ten skierowany jest przede wszystkim przeciwko robotnikom polskim, poprzez utrudnienie werbowania ich do organizacji zawodowych, co umożliwiłoby pracodawcom wypłacanie im niższych zarobków, a przez to pogorszyłoby też położenie wszystkich innych robotników.
Paragraf ten stanowił jeden z najbardziej znanych kroków antypolskich, zastosowanych w Prusach i w Rzeszy.
Ostatecznie paragraf językowy zniesiono w 1917 r.